# ぼたん鍋
ぼたん鍋（ぼたんなべ）は、猪肉を用いた日本の鍋料理である。猪鍋（ししなべ）とも呼ばれることがある。

## 概要
猪肉は縄文時代からよく食べられていた食材であり、これを具材に加えた鍋料理は日本各地に見られる。ぼたんの名は、使われる猪肉を薄切りにし、牡丹の花に似せて皿の上に盛りつける事に因んでいる。
鍋の中で野菜、根菜、きのこ類、芋類、コンニャク、麩、豆腐と猪肉を一緒に煮て食べるのが一般的であり、味付けは地方によって異なるが、昆布と鰹節でとった出汁に主に味噌か醤油を入れることが多い。風味付けに日本酒や味醂を加えても良い。江戸風は、割り下に大量の醤油と砂糖を用い、さらに八丁味噌を加えて濃厚な味にしている。食べる際には、取り皿に生卵を入れてつけたり、薬味として山椒などを振りかけたりする。

## 地域の取り組み
猪が入手しやすい山間部で、郷土料理として観光資源化されることも多い。
- 兵庫県のぼたん鍋は、2007年に農林水産省主催の農山漁村の郷土料理百選に選定され、2021年に文化庁の100年フードに認定された。
- 岐阜県の樽見鉄道は、猪鍋を売りにしたイベント列車「しし鍋列車」を運行している。
- 神奈川県松田町と山北町は、猪鍋を囲んだ婚活イベントを開催している。
- 丹波篠山市の特産品として有名[1]で、飲食店の数だけぼたん鍋の味があるといわれている。